# Lasia ecuadorensis
Lasia ecuadorensis är en tvåvingeart som beskrevs av Joseph Charles Bequaert 1931. Lasia ecuadorensis ingår i släktet Lasia och familjen kulflugor.
Artens utbredningsområde är Ecuador. Inga underarter finns listade i Catalogue of Life.